# 蘇巴泰
蘇巴泰是拉脫維亞的城鎮，位於該國東南部，距離陶格夫匹爾斯40公里，毗鄰與立陶宛接壤的邊境，面積5平方公里，2011年人口739。十九世紀末，鎮上接近一半居民是猶太人，第二次世界大戰期間，納粹德國在1941年屠殺當地猶太居民。